# Lophiosina
Lophiosina – wymarły rodzaj owadów z rzędu Lophioneurida, obejmujący tylko jeden znany gatunek: Lophiosina lini.
Rodzaj i gatunek typowy opisali w 2014 roku Patricia Nel, Axel Retana-Salazar, Dany Azar, André Nel, Huang Diying. Opisu dokonano na podstawie siedmiu skamieniałości, pochodzących sprzed około 165 milionów lat (jura środkowa), odnalezionych w Daohugou, na terenie chińskiej Mongolii Wewnętrznej. Epitet gatunkowy nadano na cześć paleoentomologa Li Qibina.
Były to drobne owady. Długość ciała holotypu wynosi 2247 μm, a długość jego przedniego skrzydła 1966 μm. Nitkowate czułki były u nich szeroko rozstawione i osadzone blisko stożka gębowego. Po bokach głowy osadzone były wyłupiaste oczy złożone. Użyłkowanie przedniego skrzydła charakteryzowały: brak tylnej żyłki subkostalnej, nierozgałęziona i tylko nieco dłuższa od żyłki radialnej przednia żyłka radialna, rozwidlona tylna żyłka radialna, rozwidlona i wychodząca z żyłki radialnej żyłka medialna, pozbawiony odgałęzień odsiebny odcinek przedniej żyłki kubitalnej, nierozgałęziona tylna żyłka kubitalna i pojedyncza żyłka analna. Tylne skrzydła cechowała obecność przedniej żyłki radialnej. Odwłok samicy miał wydłużone końcowe segmenty. Wszystkie odnóża miały dwuczłonowe stopy. Dziesiąty tergit miał u niej postać wąskiego, otwartego brzusznie pierścienia, a jego długość wynosiła między 1/5 a 1/6 długości brzusznej części dziewiątego segmentu. Pokładełko miało dwie cienkie walwule.